# Юніті (Мен)
Юніті (англ. Unity) — місто (англ. town) в США, в окрузі Волдо штату Мен. Населення — 2292 особи (2020).

## Демографія
Згідно з переписом 2010 року, у місті мешкало 2099 осіб у 750 домогосподарствах у складі 429 родин. Було 939 помешкань
Расовий склад населення:
| - 96,9 % — білих - 0,4 % — чорних або афроамериканців - 0,3 % — корінних американців - 0,2 % — азіатів |

До двох чи більше рас належало 1,9 %. Частка іспаномовних становила 1,3 % від усіх жителів.
За віковим діапазоном населення розподілялося таким чином: 17,8 % — особи молодші 18 років, 69,3 % — особи у віці 18—64 років, 12,9 % — особи у віці 65 років та старші. Медіана віку мешканця становила 31,2 року. На 100 осіб жіночої статі у місті припадало 95,3 чоловіків;  на 100 жінок у віці від 18 років та старших — 92,5 чоловіків також старших 18 років.
Середній дохід на одне домашнє господарство  становив 57 326 доларів США (медіана — 40 096), а середній дохід на одну сім'ю — 69 767 доларів (медіана — 57 000). Медіана доходів становила 40 368 доларів для чоловіків та 37 857 доларів для жінок. За межею бідності перебувало 25,7 % осіб, у тому числі 36,2 % дітей у віці до 18 років та 5,9 % осіб у віці 65 років та старших.
Цивільне працевлаштоване населення становило 1143 особи. Основні галузі зайнятості: освіта, охорона здоров'я та соціальна допомога — 35,4 %, роздрібна торгівля — 11,3 %, виробництво — 10,1 %, науковці, спеціалісти, менеджери — 9,1 %.